# Phyllanthus mozambicensis
Phyllanthus mozambicensis är en emblikaväxtart som beskrevs av Michel Gandoger. Phyllanthus mozambicensis ingår i släktet Phyllanthus och familjen emblikaväxter. Inga underarter finns listade i Catalogue of Life.